# تپه ایری گول
تپه ایری گول مربوط به دوره اشکانیان است و در شهرستان مشگین‌شهر، بخش مرادلو، دهستان ارشق غربی، روستای زرگرگولی بولاغ واقع شده و این اثر در تاریخ ۱۵ دی ۱۳۸۷ با شمارهٔ ثبت ۲۴۳۰۶ به‌عنوان یکی از آثار ملی ایران به ثبت رسیده است.